# Ernst Balser
Ernst Balser (* 21. August 1893 in Neu-Isenburg; † 20. März 1964 in Frankfurt am Main) war ein deutscher Architekt, der von den 1920er Jahren bis in die 1950er Jahre in Frankfurt tätig war.

## Leben
Ernst Balser machte eine Schreinerlehre und studierte bei Hugo Eberhardt an den Technischen Lehranstalten in Offenbach am Main sowie an der Technischen Hochschule Darmstadt. Erste praktische Erfahrungen sammelte er als Mitarbeiter bei Fritz August Breuhaus in Düsseldorf und bei Carl Friedrich Wilhelm Leonhardt in Frankfurt am Main. Nachdem er als Soldat am Ersten Weltkrieg teilgenommen hatte, machte er sich 1919 in Frankfurt am Main selbständig. In den 1920er Jahren war er unter Ernst May am Projekt Neues Frankfurt beteiligt, dort wurde er mit den Planungen für eine Stadt- und Universitätsbibliothek betraut, die allerdings nie verwirklicht wurden. 1940 wurde er in den Ausschuss zur Vorbereitung und Vorprüfung von Bau-, Raum- und Gestaltungsfragen in Frankfurt berufen und 1945 von der Stadt Frankfurt am Main zum Bevollmächtigten für den Wiederaufbau ernannt. Ab 1946 war er außerdem Mitglied im Hessischen Aufbaurat. 1963 erhielt Balser die Ehrenplakette der Stadt Frankfurt am Main.
Seine Söhne Günther Balser (1923–2014) und Gerhard Balser (1929–2013) waren ebenfalls als Architekten in Frankfurt am Main tätig, der ältere der beiden übernahm 1958 das väterliche Büro.

## Bauten und Entwürfe

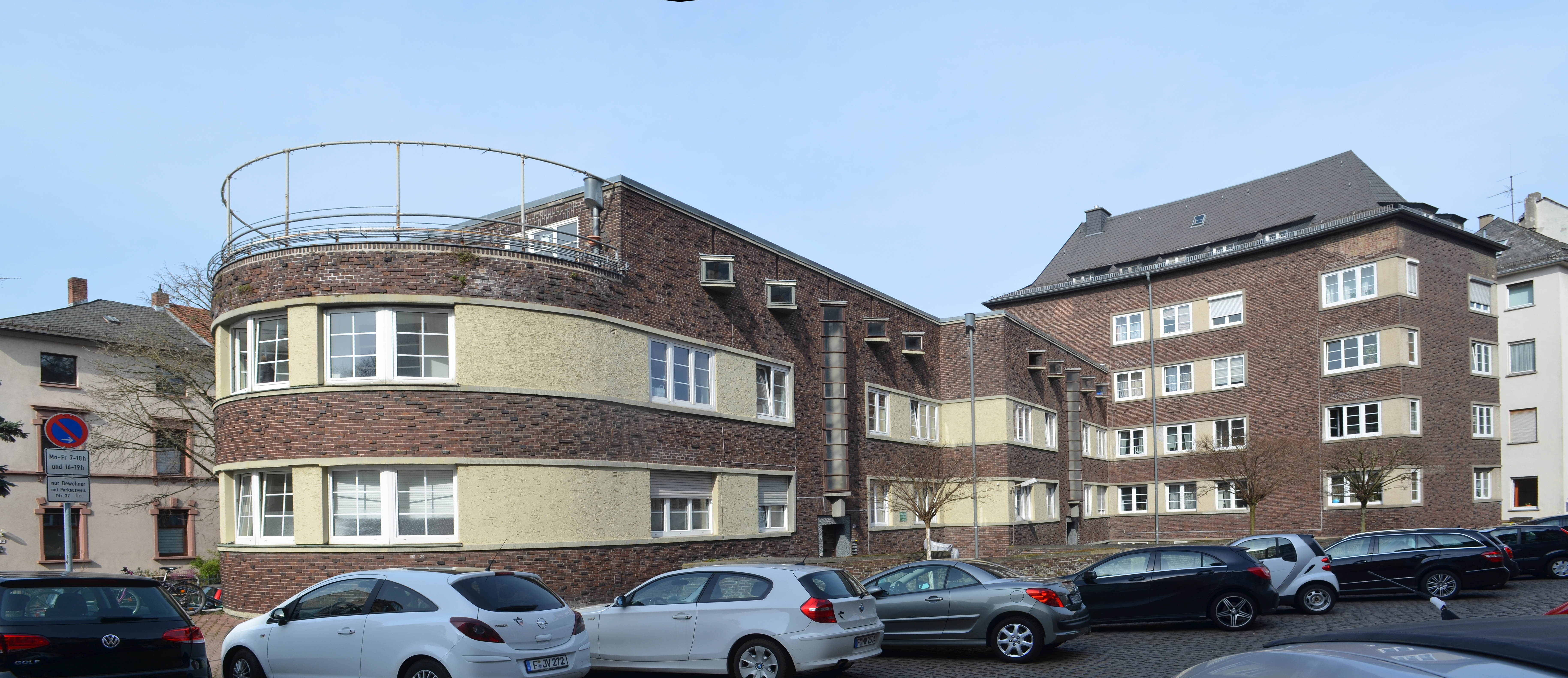
Wohnbebauung Kranichsteiner Straße / Grethenweg

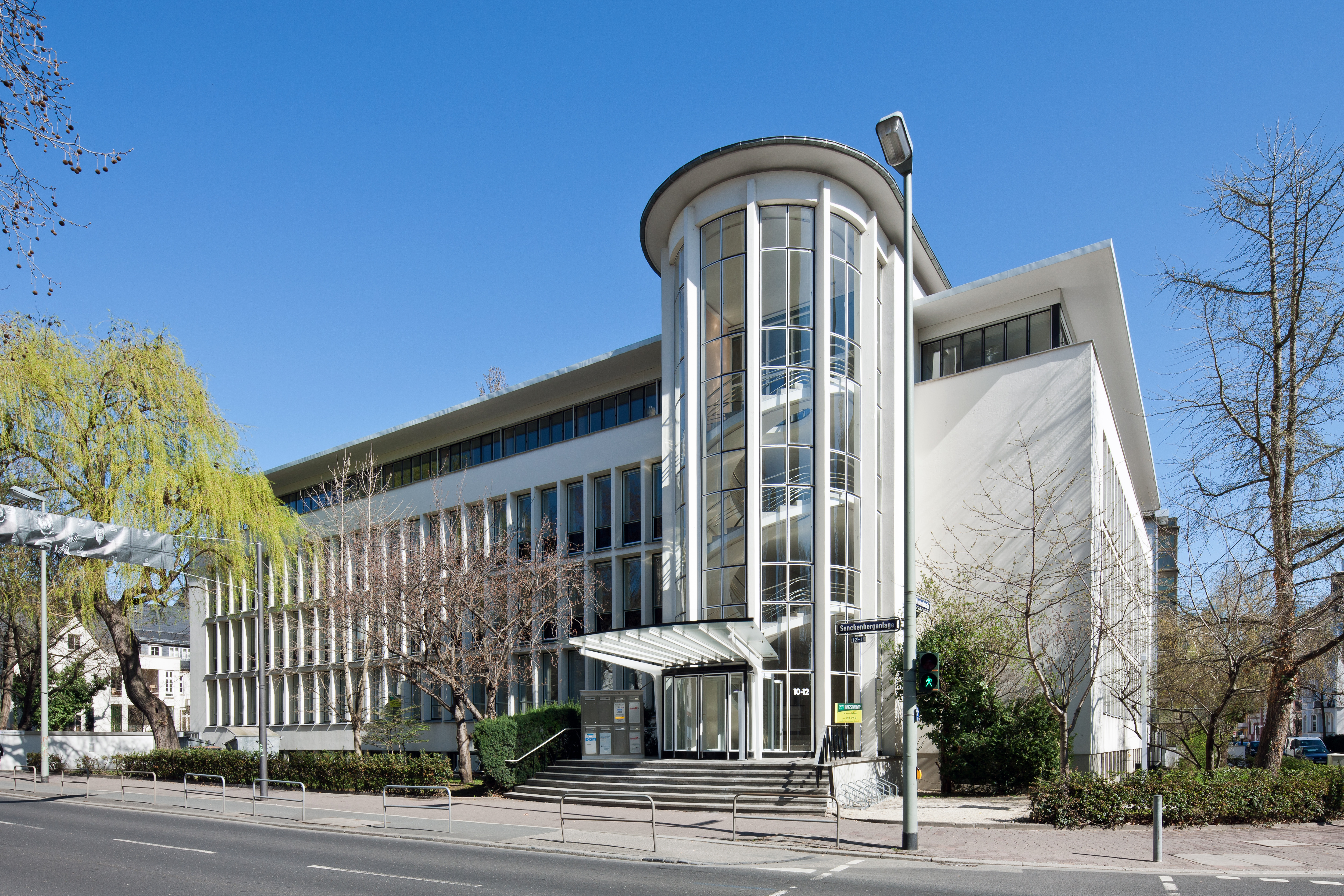
Chemag-Haus

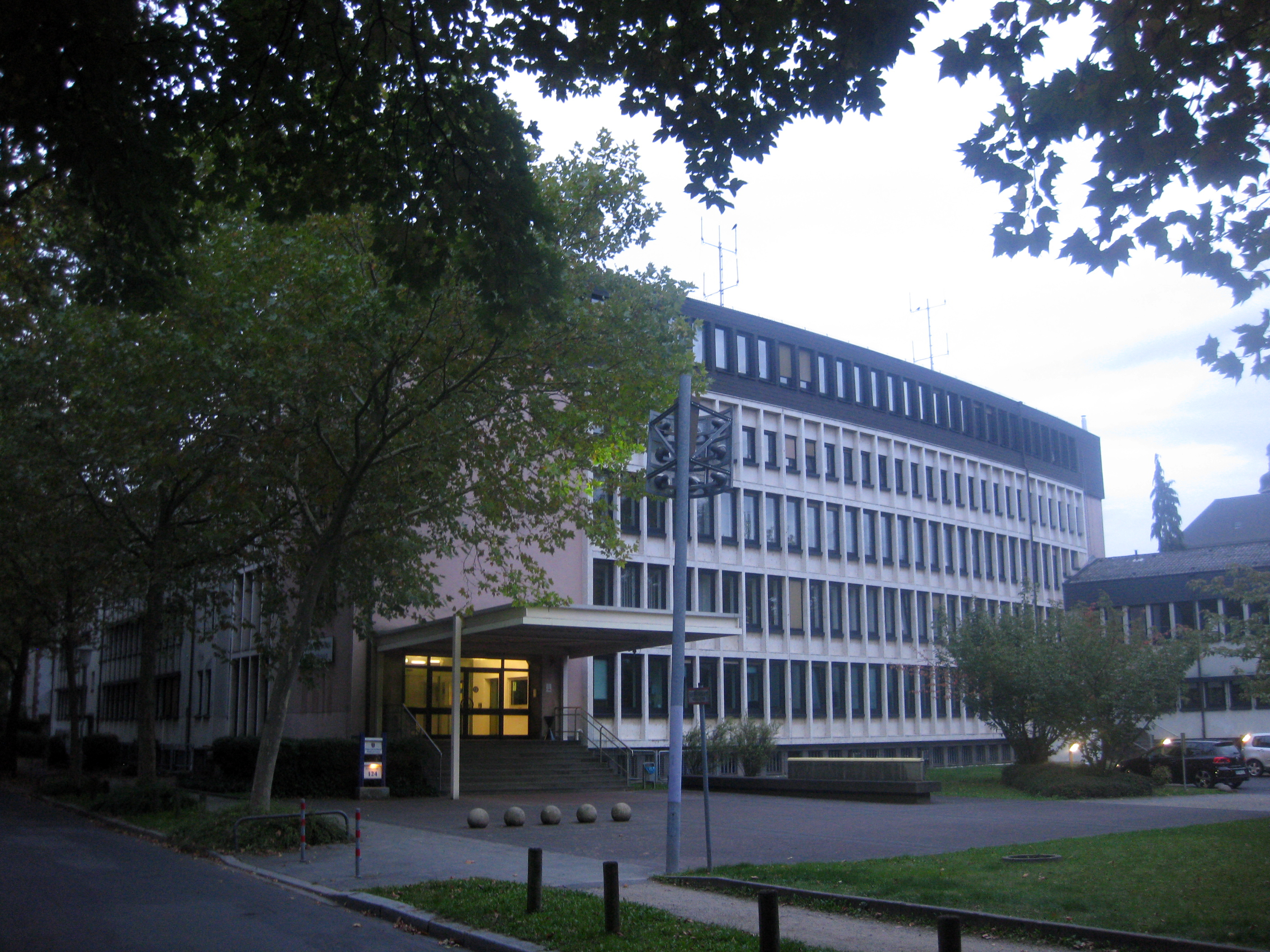
Kreishaus Offenbach, heute Polizeipräsidium Südosthessen

- 1922–1924: Niederlassung der Mannesmann-Mulag AG in Frankfurt-Bockenheim, Hersfelder Straße 21/23 (gemeinsam mit Franz Heberer; mit Veränderungen erhalten und umgenutzt, unter Denkmalschutz)
- 1926–1927: Mehrfamilienwohnhaus-Gruppe in Frankfurt-Sachsenhausen, Kranichsteiner Straße 22 / Grethenweg 24/26 (unter Denkmalschutz)[2]
- 1929: Wettbewerbsentwurf für eine Fabrikanlage mit Verwaltungsgebäude der H. Fuld & Co. Telephon-und Telegraphenwerke AG in Frankfurt am Main (nicht ausgeführt)[3]
- 1929–1930: Verwaltungsgebäude der der Allgemeinen Ortskrankenkasse in Frankfurt am Main, zwischen Theodor-Stern-Kai und Gartenstraße[4]
Der Komplex bestand aus viergeschossigen Längs- und Quertrakten und zog sich als weiße Front über einem dunklen Sockel am Main entlang. Nach schweren Kriegsschäden erheblich verändert wiederaufgebaut, wurde das Gebäude 1999 abgebrochen.
- 1935: Wettbewerbsentwurf für die Hauptbibliothek der Stadt Frankfurt am Main (nicht ausgeführt)
- 1947–1948: Verwaltungsgebäude für die Zündholz AG in Neu-Isenburg
- 1951: Wettbewerbsentwurf im Ideenwettbewerb für die Neubauten der Johann Wolfgang Goethe-Universität Frankfurt am Main (nicht ausgeführt)
- 1951–1952: Verwaltungsgebäude der Chemag in Frankfurt am Main, Senckenberganlage 10/12 / Westendstraße 106 (unter Denkmalschutz)[5]
„Neben dem runden Treppenturm waren der reizvolle Kontrast der weißen Wand mit den tiefschwarzen, spiegelnden Fensterbrüstungen aus Gußglas bemerkenswert...“[6]
- 1953: Verwaltungsgebäude (Kreishaus) des Landkreises Offenbach in Offenbach am Main, Geleitstraße 124 / Parkstraße (Einweihung 13. Mai 1953)
Das Kreishaus wurde bis 1977 genutzt, dann an das Land Hessen verkauft und dient seitdem als Gebäude des Polizeipräsidiums Südosthessen.
- 1956: Kaufhaus Ott & Heinemann in Frankfurt am Main, Zeil 121 (1997 abgebrochen)
Balser ummantelte er einen älteren Baukern mit einer Stahlbetonkonstruktion, einer Fassade aus Aluminium und Fensterbrüstungen aus flaschengrünem Glas.[7]
- 1957: Kreishaus in Trier

## Schriften
- Ein friedlicher Weg zur grundlegenden Reform Neu-Isenburgs. o. O. 1929.
- (gemeinsam mit Dipl.-Ing. Hege): Die Montage-Bauweise „balser-hoch-tief“. Bauverlag, Wiesbaden 1948.

## Ehrungen
- 1963: Ehrenplakette der Stadt Frankfurt am Main[1]
- Die Ernst-Balser-Straße in Frankfurt-Kalbach-Riedberg wurde im April 2013 nach ihm benannt.[8]